# Benevides (kommun)
Benevides är en kommun i Brasilien.   Den ligger i delstaten Pará, i den nordöstra delen av landet, 1 600 km norr om huvudstaden Brasília. Antalet invånare är 51 663.
Följande samhällen finns i Benevides:
- Benevides

I omgivningarna runt Benevides växer i huvudsak städsegrön lövskog. Runt Benevides är det ganska tätbefolkat, med 185 invånare per kvadratkilometer.